# Espèces d'espèces
Pour plus de détails, voir Fiche technique et Distribution.
Espèces d'espèces est un documentaire de Denis van Waerebeke, produit par Ex Nihilo, CNRS Images, NHK, France 5, le Muséum national d'histoire naturelle et Arte France. Il fut présenté en festival en 2008 et diffusé en 2009 à la télévision.

## Présentation
Mêlant séquences d'animation, images d'animaux, de lieux de recherche, de musées et interventions de spécialistes, il présente la taxonomie, classement des formes du vivant, au grand public. Le fil conducteur du récit est un représentant de l'espèce Homo sapiens, seul acteur du film dans lequel interviennent par ailleurs plusieurs scientifiques. Il expose avec humour les classements des espèces et les connaissances sur l'évolution.
Le film montre le cheminement et les parentés entre l'Homo sapiens et les autres espèces, du chimpanzé et du bonobo, nos plus proches cousins, aux autres primates, aux mammifères, aux autres animaux, puis aux végétaux. Une représentation en 3D de « buisson sphérique » de l'arbre du vivant expose les trois branches du vivant que sont les eucaryotes, auxquels appartient Homo sapiens, les bactéries et les archées.
Réalisé sous deux formats, un court de 52 minutes et un long de 90 minutes, il a été présenté en octobre 2008 au festival Pariscience, où il a obtenu le grand prix,.

## Fiche technique
- Titre : Espèces d'espèces
- Réalisateur : Denis van Waerebeke
- Scénario : Denis Van Waerebeke, Vincent Gaullier, avec la collaboration de Raphaëlle Chaix
- Narration : Benoît Giros
- Scientifiques intervenants : Pascal Duris, Philippe Bouchet, Jacques Cuisin, Kristoff Voisin, Guillaume Lecointre, Jean-Pierre Gasc, Mark-Olivier Rödel, Philip C.J. Donoghue, Patrick Forterre
- Production : Arte, CNRS Images, Ex Nihilo, France 5 et Muséum national d'histoire naturelle
- Genre : documentaire
- Durée : 52 min, 90 min (deux formats)
- Année : 2008
- Pays :  France

## Diffusion
- Sur France 5 (version de 52 min), première diffusion le lundi 9 février 2009 à 20h35 et rediffusions le mardi 17 février à 1h05, le lundi 23 février à 5h50.
- Sur Arte fin 2009 (version de 90 min).